# Il secolo dei lumi
Il secolo dei Lumi (El Siglo de las Luces) è un romanzo storico di Alejo Carpentier, pubblicato in spagnolo nel 1962.

## Trama
Il racconto inizia nell'Avana della fine del Settecento dove è appena morto il padre dei tre protagonisti adolescenti, un ricco mercante che lascia due figli: Sofia e Carlos e il loro cugino Esteban, nelle mani del suo ambiguo procuratore d'affari. Nella grande casa dove i ragazzi vivono accampati tra casse di mercanzie e mobilio accatastato, irrompe il giovane rivoluzionario e massone francese Victor Hugues. Dopo aver denunciato i traffici illeciti del procuratore viene perseguitato proprio a causa della sua appartenenza alla loggia massonica di Port au Prince. Victor è costretto a fuggire e convince i tre a seguirlo. Ma ad Haiti si è scatenata la rivoluzione e gli schiavi negri si sono ribellati ai proprietari terrieri, mettendo a ferro e fuoco l'isola. Victor ed Esteban lasciano Sofia e Carlos in un porto sicuro e salpano per la Francia. Qui giungono in piena Rivoluzione francese. Victor, grazie alla sua facondia e al magnetismo personale che esprime da ogni tribuna, riesce ad ottenere il comando di una piccola flotta di corsari, con cui fa ritorno ai Caraibi. Con destrezza, fortuna e coraggio riprende Guadalupa e trasforma l'antica colonia francese - strappata alle truppe inglesi che la controllano - in un dominio personale di cui, grazie all'opera assidua della ghigliottina e ai grandi profitti generati dalla guerra di corsa, diventa unico sovrano.

## Considerazioni
Il romanzo si presenta come un affresco grandioso del periodo rivoluzionario, alla fine del "Secolo dei Lumi" l'Illuminismo appunto, in Francia e nei Caraibi. Esprime la convinzione dell'autore che la necessità di rinnovare completamente la società sia uguale, sia alla fine del settecento che negli anni sessanta del novecento: "mi è parso di individuare una grande coincidenza tra gli aneliti di quest'epoca e quelli degli uomini del nostro secolo".
Contiene molti elementi del cosiddetto "realismo magico"  ma anche dell'esistenzialismo e rispecchia la tensione presente in altre opere di Carpentier, diviso tra due culture e due mondi di appartenenza: l'Europa e il Caribe. Infatti Carpentier scrisse, su espresso incarico del poeta e critico letterario André Breton, sulla rivista francese Révolution surréaliste e per molti anni viaggiò in Messico e nel Caribe, approfondendo le ricerche sulle rivolte degli schiavi del secolo XVIII.